# 奥村太加典
奥村 太加典（おくむら たかのり、1962年3月15日 - ）は、日本の実業家。奥村組代表取締役社長、全国建設業協会元会長。

## 人物・経歴
奈良県出身。奈良県立畝傍高等学校を経て、1986年中央大学理工学部土木工学科卒業、奥村組入社。1994年取締役関西支社次長に昇格。1995年取締役東京支社営業部長。2001年常務取締役営業担当。同年から代表取締役社長を務め、免震事業の強化を進めるなどした。2008年大阪建設業協会会長に就任。2015年再び大阪建設業協会会長に就任。2020年全国建設業協会会長。国土交通省中央建設業審議会委員等も務めた。